# 宇多村典明
宇多村 典明（うたむら　のりあき、1982年2月5日 - ）は山口県防府市出身の元社会人野球選手（一塁手）である。

## 来歴・人物
防府市立富海中学校から南陽工業高校へ進む。南陽工時代は一塁手を務めチームの主砲として活躍したが、甲子園出場はならなかった。その後九州国際大学に進学し、同級生に嶋村一輝がいた。3年次の2002年春季の九州六大学リーグで打点王に輝く活躍で優勝に貢献し、敢闘賞を受賞するとともに指名打者としてベストナインにも選ばれた。同年秋には主将を務めて九州大学野球選手権で優勝し、明治神宮野球大会にも出場している。神宮大会では三番・三塁手を務め、初戦で久保裕也を擁する東海大学に勝利。しかし準決勝の対亜細亜大戦で永川勝浩に完封負けを喫し、自身も無安打だった。
大学卒業後の2004年にJR九州に入社。持ち前の長打力を活かして1年目から4番に定着し、2005年には日本選手権で表彰選手に選ばれた。2008年に一塁手として社会人ベストナインのタイトルを獲得すると、2009年には主将に就任。同年の都市対抗の九州予選では四番として全試合に出場したものの、17打数1安打に終わりチームも本大会出場を逃した。このスランプを猛練習で乗り越え、日本選手権の九州予選では敗者復活戦と第2代表決定戦の2試合で本塁打を放って勝利に貢献。本大会でも準々決勝まで毎試合打点を記録するなど、主軸としてチームの初優勝を支えている。翌2010年も都市対抗の九州予選では打率.556で首位打者賞を獲得し、九州三菱自動車との第1代表決定戦で本塁打を放って勝利を支えるなど活躍。しかし本大会ではチームは準優勝したものの、内角攻めを受けて13打数2安打7四死球という自身の成績には不満が残った。日本選手権では新フォームに取り組み、準優勝の原動力となっている。2014年限りで現役を引退している。

## 主な表彰・タイトル
- 社会人ベストナイン（2008年）